# Буківська сільська рада (Герцаївський район)
Бу́ківська сільська́ ра́да — адміністративно-територіальна одиниця та орган місцевого самоврядування в Герцаївському районі Чернівецької області. Адміністративний центр — село Буківка.

## Загальні відомості
- Населення ради: 929 осіб (станом на 2001 рік)

## Населені пункти
Сільській раді були підпорядковані населені пункти:
- с. Буківка

## Склад ради
Рада складалася з 16 депутатів та голови.
- Голова ради: Кирланару Дмитро Васильович
- Секретар ради: Пую Лідія Іванівна

### Керівний склад попередніх скликань
| Прізвище, ім'я, по батькові | Основні відомості                                                 | Дата обрання | Дата звільнення |
| --------------------------- | ----------------------------------------------------------------- | ------------ | --------------- |
| Кирланару Дмитро Васильович | Сільський голова, 1957 року народження, освіта вища, безпартійний | 26.03.2006   | 31.10.2010      |
| Кирланару Дмитро Васильович | Сільський голова, 1957 року народження, освіта вища, безпартійний | 31.10.2010   |                 |

Примітка: таблиця складена за даними сайту Верховної Ради України

### Депутати
За результатами місцевих виборів 2010 року депутатами ради стали:

#### За суб'єктами висування
| Суб'єкт висування | Кількість обраних депутатів | %   |
| ----------------- | --------------------------- | --- |
| Самовисування     | 16                          | 100 |

#### За округами
| № округу | Прізвище, ім'я, по батькові | Дата визнання обраним | Освіта             | Партійна приналежність | Відомості про обраного депутата                  |
| -------- | --------------------------- | --------------------- | ------------------ | ---------------------- | ------------------------------------------------ |
| 1        | Ротар Дорел Іванович        | 05.11.2010            | вища               | позапартійний          | Буківська загальноосвітня школа, вчитель         |
| 2        | Гребенар Георгій Дмитрович  | 05.11.2010            | середня спеціальна | позапартійний          | тимчасово не працює                              |
| 3        | Булай Іван Олександрович    | 05.11.2010            | середня            | позапартійний          | ТОВ «ПІКО-ІНВЕСТ», експедитор                    |
| 4        | Грібан Віоріка Василівна    | 05.11.2010            | вища               | позапартійна           | пенсіонер                                        |
| 5        | Пую Лідія Іванівна          | 05.11.2010            | вища               | позапартійна           | Буківська сільська рада, секретар                |
| 6        | Білецька Віоріка Дмитрівна  | 05.11.2010            | середня спеціальна | позапартійна           | тимчасово не працює                              |
| 7        | Тутунару Дмитро Іванович    | 05.11.2010            | середня            | позапартійний          | тимчасово не працює                              |
| 8        | Митран Георгій Іванович     | 05.11.2010            | середня            | позапартійний          | Чернівецька психіатрична лікарня, санітар        |
| 9        | Кацел Василь Миколайович    | 05.11.2010            | середня            | позапартійний          | тимчасово не працює                              |
| 10       | Пую Костянтин Іванович      | 05.11.2010            | середня            | позапартійний          | Буківська загальноосвітня школа, працівник       |
| 11       | Яценюк Василь Георгійович   | 05.11.2010            | середня            | позапартійний          | ТОВ «ПІКО-ІНВЕСТ», водій                         |
| 12       | Кацел Петро Костянтинович   | 05.11.2010            | середня            | позапартійний          | тимчасово не працює                              |
| 13       | Кацел Дмитро Миколайович    | 05.11.2010            | середня            | позапартійний          | тимчасово не працює                              |
| 14       | Поляк Дмитро Іванович       | 05.11.2010            | середня            | позапартійний          | пенсіонер                                        |
| 15       | Пую Віоріка Георгіївна      | 05.11.2010            | середня спеціальна | позапартійна           | Чернівецька психіатрична лікарня, медична сестра |
| 16       | Пую Марія Георгіївна        | 05.11.2010            | середня спеціальна | позапартійна           | Буківська сільська рада, касир                   |